# Гай Клавдий Пулхер (консул 92 пр.н.е.)
Вижте пояснителната страница за други личности с името Гай Клавдий Пулхер.
Гай Клавдий Пулхер (на латински: Gaius Claudius Pulcher) e политик на късната Римска република.

## Биография
Неговият прапрадядо е Гай Клавдий Пулхер (консул 177 пр.н.е.).
Вероятно през 105 пр.н.е. той става квестор, 104 пр.н.е. е магистър на Монетния двор. През 99 пр.н.е. е едил и организира много внушителни игри, при които са показвани за пръв път слонове. Следващата година ръководи съда за убийства. 95 пр.н.е. e като претор председател на съда de repetundis и претор в Сицилия.
През 93 пр.н.е. е curator и отговорен за паветизиранато на улиците. През 92 пр.н.е. е избран за консул заедно с Марк Перперна. След това е проконсул на Кирена.
Цицерон казва, че той е добър оратор.